# Andreas Reinhardt (Journalist)
Andreas Reinhardt (* 10. Juni 1951 in Schmalkalden) ist ein deutscher Journalist, Radiomoderator und Feature-Dramaturg.

## Leben
Andreas Reinhardt entstammt einer Schauspielerfamilie. Urgroßvater Rudolf Fuchs war Schauspieler in Meiningen unter „Theaterherzog“ Georg II. Auch Vater Rudolf Reinhardt war ein erfolgreicher Bühnenschauspieler.
Andreas Reinhardt erlernte den Beruf eines Schienenfahrzeugschlossers für Dampflokomotiven in Meiningen. Nach dem Abitur studierte er an der Karl-Marx-Universität in Leipzig. Von 1977 bis 1990 arbeitete er als Dramaturg in der Feature-Abteilung des Rundfunks der DDR in Berlin. Er unterrichtete an der Universität und am Literaturinstitut in Leipzig über die künstlerischen und publizistischen Möglichkeiten des Radio-Features. Als Dramaturg betreute er über 100 Feature-Produktionen.
Als Feature-Autor für das Radio begleitete Andreas Reinhardt 1988 gemeinsam mit Alfred Eichhorn die „Friedensfahrt“ – die Internationale Amateur-Radfernfahrt für den Frieden – von Berlin über Prag nach Warschau. Mit dem daraus entstandenen Feature Rider in Front nahm Andreas Reinhardt 1989 als Autor am Prix Italia in Perugia in Italien teil. In der Zeit der politischen Wende 1989/90 engagierte sich Reinhardt für die Aufarbeitung der DDR-Geschichte. Gemeinsam mit Alfred Eichhorn brachte er Reaktionen (Hörerbriefe) auf Walter Jankas Enthüllungsbuch Schwierigkeiten mit der Wahrheit ins DDR-Radioprogramm. Die Briefe erschienen auch in Buchform. Reinhardt und Eichhorn begleiteten Walter Janka anschließend auf einer Lesereise nach London. Von 1991 bis 2017 arbeitete Reinhardt als freier Journalist und Hörfunkmoderator beim MDR Thüringen („Kulturnacht“ und Kultursendung „Marlene“), beim Mitteldeutschen Rundfunk in Weimar und Erfurt, insbesondere zu Themen des Denkmalschutzes, der Kirche und der Geschichte Thüringens.
Reinhardt schrieb u. a. auch Beiträge für das Journal „Gegengift“ in Pfaffenhofen und das „Weimarer Kulturjournal“.

## Schriften
- Alfred Eichhorn und Andreas Reinhardt (Herausgeber): Nach langem Schweigen endlich sprechen, Briefe an Walter Janka, Aufbau-Verlag Berlin und Weimar, 1990, ISBN 3-351-01779-0

## CD-Produktionen
- Thüringen – Land der Residenzen, eine Entdeckungsreise zum Hören und Sehen, Prod.: RKW Thüringen – Rationalisierungs-und Innovationszentrum der Deutschen Wirtschaft, 2004
- Hörspiel der Heiligen Elisabeth - nicht nur für Kinder, gefördert durch RKW Thüringen, Regie: Franz Olschowsky, Prod.: Thomas Janda, Landesfilmdienst-Thüringen, 2007